# Điền Lư
Điền Lư là một xã thuộc tỉnh Thanh Hóa, Việt Nam.
Được thành lập ngày 16 tháng 6 năm 2025 trên cơ sở các xã Ái Thượng, Điền Trung, Điền Lư của huyện Bá Thước, xã Điền Lư chính thức hoạt động từ ngày 1 tháng 7 cùng năm.

## Địa lý
Xã Điền Lư nằm ở vùng núi phía tây bắc tỉnh Thanh Hóa, có vị trí địa lý:
- Phía nam giáp xã Điền Quang
- Phía đông nam giáp xã Cẩm Thạch
- Phía bắc và đông bắc giáp xã Quý Lương
- Phía tây bắc giáp xã Bá Thước
- Phía tây nam giáp xã Thiết Ống.

Xã Điền Lư có diện tích tự nhiên 66,54 km², quy mô dân số năm 2024 là 21.015 người, mật độ dân số đạt 316 người/km².
Quốc lộ 217 chạy qua địa bàn xã Điền Lư. Sông Mã tạo nên phần lớn ranh giới của xã với các xã Bá Thước, Quý Lương.

## Lịch sử
Địa giới hành chính xã Điền Lư trước đây là các xã Ái Thượng, Điền Trung, Điền Lư, nằm ở phía đông nam huyện Bá Thước.
Ngày 16 tháng 6 năm 2025, huyện Bá Thước bị giải thể do bỏ cấp huyện; xã Điền Lư được thành lập theo Nghị quyết số 1686/NQ-UBTVQH15 của Ủy ban Thường vụ Quốc hội trên cơ sở sáp nhập toàn bộ diện tích tự nhiên và quy mô dân số của 3 xã Ái Thượng, Điền Trung, Điền Lư. Xã này chính thức hoạt động từ ngày 1 tháng 7 năm 2025, là đơn vị hành chính trực thuộc tỉnh Thanh Hóa.

### Xã Điền Lư trước 16/6/2025
Xã Điền Lư gồm đất Mường Khô và một phần của đất Mường Khương, thời Lê-Nguyễn là vùng đất thuộc huyện Cẩm Thủy, phủ Thiệu Thiên, Thanh Hóa. Đến năm Thành Thái thứ 16 (1904), thuộc tổng Điền Lư, châu Quan Hóa. Vào năm Khải Định thứ 10 (1925), tổng Điền Lư chuyển về châu Tân Hóa mới thành lập. Năm 1943, tổng Điền Lư trở lại thuộc huyện Cẩm Thủy. Sau Cách mạng tháng Tám (1945), tổng Điền Lư thuộc châu Tân Hóa mới tái lập, đến tháng 11 năm 1945, châu Tân Hóa đổi thành châu Bá Thước theo tên của thủ lĩnh Cầm Bá Thước trong phong trào Cần Vương.
Tháng 3 năm 1948, xã Điền Lư lúc này là vùng đất thuộc xã Hồ Điền, huyện Bá Thước. Năm 1964, xã Hồ Điền được chia thành 4 xã là Điền Quang, Điền Hạ, Điền Thượng, Điền Lư, tên gọi Điền Lư chính thức xuất hiện từ đây. Khi mới thành lập, xã Điền Lư gồm các chòm: Don Đặc, Rè Bát, Giát, Rầm Tám, Cồ Vàn, Kéo, Mường Do, Chiềng Lãm, Giềng Vơ, Trúc, Song Chót, Triu, Ngán Xịa, Cộc và Điền Lư.
Năm 1984, xã Điền Lư được chia thành hai xã là Điền Lư (mới) và Điền Trung. Xã Điền Lư lúc này có các chòm: Chót, Xi, Vỏ, Chiềng, Triu, Đắc, Điền Lý (Zon), Điền Giang (Bát) và Song.
Hiện nay xã Điền Lư gồm các chòm: Chiềng Lẫm, Triu Cao, Zon (Điền Lý), Bát (Điền Giang), Riềng, Vỏ, Sông Mã, Điền Tiến và chòm Phố.

## Hành chính
Xã Điền Lư có 30 tổ chức tự quản. Dưới đây là danh sách các tổ chức tự quản theo địa giới từng xã cũ:
| Mã    | Tên xã     | Hành chính            | Hành chính                                                                                            |
| Mã    | Tên xã     | Số lượng              | Danh sách                                                                                             |
| ----- | ---------- | --------------------- | --- |
| 14935 | Điền Trung | 6 làng, 4 thôn        | Các làng: Cò Lượn, Cộc Ngán, Cun Láo, Điền Thái, Muỗng Do, Rầm Tám; các thôn: Giát, Kéo, Trúc, Xịa    |
| 14944 | Ái Thượng  | 11 thôn               | Cón, Côn, Đan, Giổi, Khà, Mé, Mý, Thung Tâm, Tôm, Trênh, Vèn                                          |
| 14950 | Điền Lư    | 5 làng, 3 thôn, 1 phố | Các làng: Chiềng Lẫm, Điền Giang, Điền Lý, Điền Tiến, Sông Mã; các thôn: Riềng, Triu, Võ; phố Điền Lư |

## Di tích
- Đền và bia thờ Hà Văn Mao, một thủ lĩnh của Phong trào Cần Vương[5].
- Đền Lũng Chiềng Lẫm, một căn cứ của nghĩa quân Lam Sơn[5].